# Retevirgula acuta
Retevirgula acuta är en mossdjursart som först beskrevs av Walter Douglas Hincks 1885.  Retevirgula acuta ingår i släktet Retevirgula och familjen Calloporidae. Inga underarter finns listade i Catalogue of Life.